# Steady Records
Steady Records é uma sub-gravadora britânica formada em 2015 pelos integrantes da banda de pop e pop rock britânica The Vamps em parceria com a Virgin EMI Records e a Universal Music Group no Reino Unido.
Os artistas da Steady Records incluem até então as bandas de pop e pop rock The Tide e New Hope Club.